# Крилатий (геральдика)
Крилатий — геральдичний термін, який використовується для опису фігури, зображеної в гербі з крилами.
Усі геральдичні фігури з крилами називаються крилатими, якщо вони не мають крил у природі, але їх геральдичне зображення відрізняється від цього. Ці фігурки включають людей і янгелів, геральдичних і міфічних тварин, капелюхи та шоломи, а також речі з повсякденного життя, такі як колеса та стріли. Представлення зроблено з крилами, розташованими парами, які можуть відрізнятися за тинктурами. Колесо з крильцем може відрізнятися. У людини руки можуть бути замінені крилами.
Так званий лет в геральдиці може розглядатися як декоративна прикраса з крилами і, на відміну від «крилатого», не призначений для того, щоб фігура літала.
Найбільш відомі в геральдиці такі крилаті геральдичні фігури: голова херувима, дракон, ангел, риба, крилате колесо, крилатий бик, грифон, крилолапа, лев святого Марка, жезл Меркурія, Пегас, стріла, серафим, вітряний кінь, кентавр.

## Більше крилатих фігур

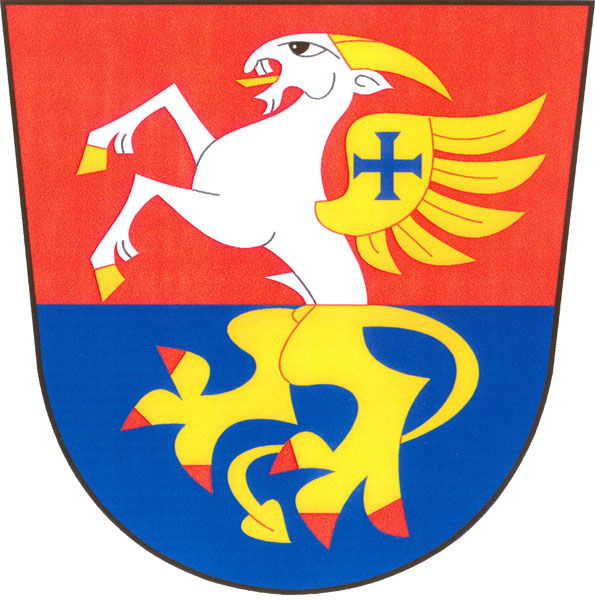
Крилатий козел
Крилатий олень Губерта Льєзького
Три крилаті північні олені
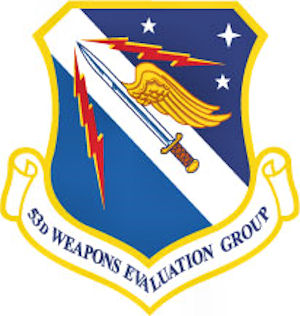
Крилатий меч
Крилата патериця
Рука з крилатим мечем
Чотири крилаті геральдичні фгури Жан-Мишель ді Фалько Леандрі
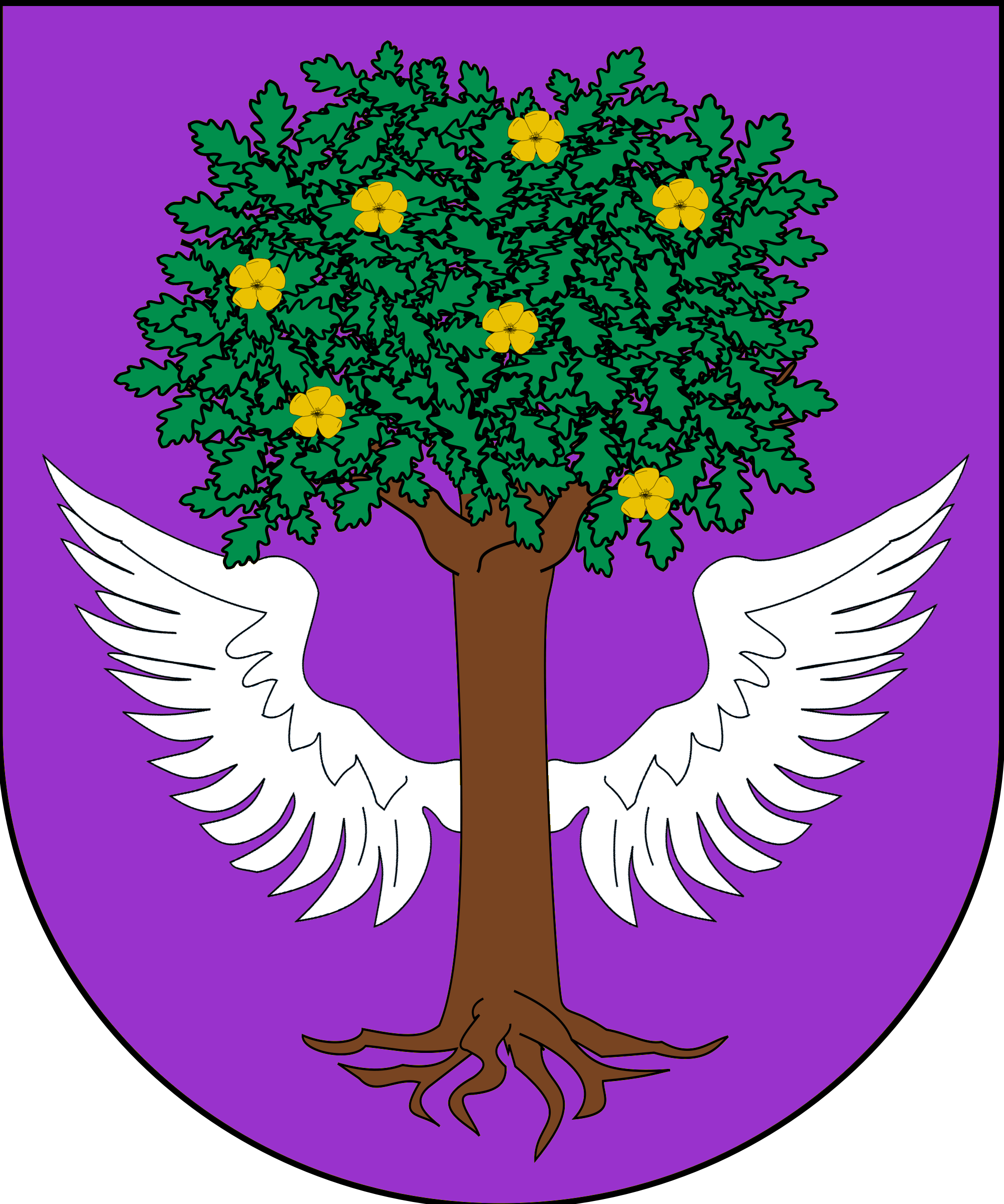
Крилате дерево
Голова крилатого лева
Символ Альтеглофсгайма взятий з герба одноменного шляхетського роду
Крилата риба (геральдична тварина)
Крилатий Єдиноріг
Крилатий кінь Пегас Баргена
Крилатий бик на гербі міста Девін(район Братислави)
Василіск
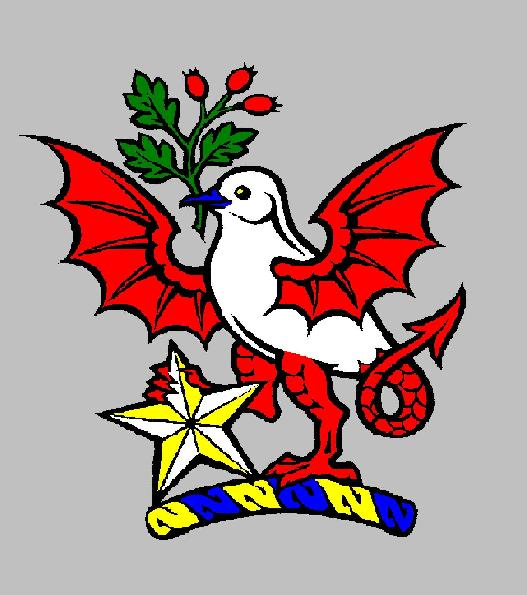
Голуб-дракон
Крилата вівця
Крилатий рубанок у гербі Юрві
Крилате кінське гальмо
Крилата змія в гербі Вільонга